# 魂斗羅 ローグ コープス
『魂斗羅 ローグ コープス』（コントラ ろーぐ こーぷす）は、2019年9月26日にコナミから発売されたPlayStation 4用、Xbox One用、Nintendo Switch用、Steam用アクションシューティングゲーム。

## 概要
Wiiウェア用の『魂斗羅ReBirth』以来10年ぶりの新作でもあり、令和最初の『魂斗羅』シリーズでもある。
シリーズ恒例の横スクロールや縦スクロール、奥方向への3Dステージ、トップビューステージなど、多彩な視点など、シリーズ恒例の要素が取り入れられた一方、360度自由に動き回ることを可能とした俯瞰視点や、最大8人までプレイできる対戦モードなど、シリーズ初となる要素も導入されている。
対戦モードである4対4の対人戦「カーネージリーグ」は、フィールド上の「キムコウボール」を相手のゴールに打ち合うというサッカーに似たルール「100%エネミート」と、倒した相手や敵キャラクターの数を競う「レイジ」がある。このうち「100%エネミート」では、相手のゴールに「キムコウボール」を入れるだけでなく、審判を入れても得点として判定される。
なお、本作はビルやランスといった従来の『魂斗羅』シリーズのキャラクターとは別の時代および世界で行われている作戦という設定である。

## ストーリー
エイリアン戦争が終結し、人類が詠歌を堪能していた頃、突如生物に汚染された都市「ダムドシティ」が出現し、それと同時にそこに生息していたエイリアンに似た存在「フィーンド」が人類に牙をむき始めた。
そのダムドシティに「ローグコープス」と呼ばれた者達が依頼を受け降下した。

## 登場人物

### ローグコープス
カイザー
本作の主人公。本名「マックス・ドイル」。かつて最強の兵士「魂斗羅」たちを率いて戦った元エリート軍人だったが、フェニックス将軍によって大統領殺害の汚名を着せられた事によってお尋ね者となる。『魂斗羅ザ・ハードコア』のドイルとは親戚。
ミス・ハラキリ
本作のヒロインである金髪の美女。本名「スウィーツ・マンソン」。かつて強力なエイリアンとの戦いで双方は瀕死の重傷を負うが、生き残るためにそのエイリアンを腹部に寄生させる。しかしそのエイリアンは自分勝手かつ、隙あらば彼女の肉体の主導権を奪おうとするため、普段は「ムラマサ」という特殊な刀を腹部に刺す事で活動を抑制しており、この事がハラキリの由来となっている。
ハングリービースト
本名「クルト・シュタイナー(Kurt Steiner)」。フェニックス将軍によって口封じとして爆発寸前の施設に閉じ込められるが、処分されかけていたジェントルマンの協力もあって自身の脳をジャイアントパンダ型サイボーグに移植した。しかし、その影響なのか思考や言動が獣と同等と化してしまう。
ジェントルマン
本名「不明」。ブレインバグタイプのエイリアンで、紳士的な言動と行動を心掛けている。ハングリービーストとなる前のクルト・シュタイナー博士の手によってサイボーグ製の四肢を追加されている。
エアロキャプテン
本名「リリィ・パンツァー」。ローグコープスの移動手段である輸送機「ギロチン号」のパイロット。

### その他
フェニックス将軍
本作の黒幕である連合軍の軍人。ダムドシティとフィーンドを利用して進める計画のために大統領を殺害し、その罪をカイザー達に擦り付けた。

## 開発
本作のプロデューサーである中里伸也は、『魂斗羅』シリーズに長年携わる中でシリーズに思い入れを持つようになり、シリーズの復活を考えていた。
また、2010年代後半から、ニンテンドークラシックミニ スーパーファミコンにシリーズの一作である『魂斗羅スピリッツ』が移植されたり、魂斗羅 アニバーサリーコレクションといった現行のハードウェア向けに復刻版が発売されたことから、中里はシリーズの復活の可能性を感じ、企画を進めた。
コナミ社内では今『魂斗羅』を出しても売れるのか疑問視する声があった一方、積極的に売り出そうという声が多く寄せられ、開発に踏み切った。
開発にあたり、中里は横スクロール作品である『魂斗羅 Dual Spirits』の雑魚戦の面白さを表現することを意識した。加えて、開発体制が大掛かりだったことから、スタッフ全員がコンセプトを理解できるよう、説明には動画が用いられた。
中里は、2人プレイで楽しめることが『魂斗羅』シリーズの魅力だと考えており、本作の開発に当たっては4人で協力プレイできるようにするということを最初の目的に掲げた。
縦または横のスクロールで4人プレイをしようとすると、誰の弾か見分けがつかなくなることから、自分の立ち位置をわかりやすくするために、俯瞰視点が用いられた。
『スーパー魂斗羅』など、シリーズの一部の作品ではトップビューステージが採用されていたものの、俯瞰視点の導入は本作が初めてであり、中里は俯瞰視点にしたおかげでジャンプも可能となり、さらにアクション性が高まったとファミ通とのインタビューの中で述べている。加えて、カメラが自由に動くようにした。
対人戦の一つである「100％エネミート」は『魂斗羅』らしいひとひねりを加えるために導入に至った。
中里がGame*Sparkとのインタビューの中で「グロさを追求したいわけではないのですが、戦争モノではありますので、リアルに描くと陰惨になりすぎてしまうんです。それよりは、突き抜けたバカさ加減を入れて気持ちよく遊んでいただければと。（後略）」と述べるように、本作はブラックユーモアが多数使われた。前述の「100%エネミート」についても、ミートグラインダーに虫を入れる楽しさにヒントを得て作られた経緯がある。同様の理由で、フィニッシュムーヴで吹き飛んだ敵がカメラにぶつかる演出が取られた。

### キャラクター設定
プレイアブルキャラクターは主人公のマッチョマンであるカイザーと、美女のミス・ハラキリ、謎めいたロボットのジェントルマン、そしてパンダのサイボーグであるハングリービーストという4人の個性的なキャラクターが作られた。
中里は『特攻野郎Aチーム』を意識してキャラクターを作ったと前述のインタビューの中で述べており、ハングリービーストは驚きを持たせるためにパンダにしたと振り返っている。
また、4人プレイ時に役割分担をさせたくないという中里の考えから、キャラクターのカスタマイズ性が高められた。

## 注訳
1. ↑  日本国外で発売されたものを含めると『Contra: Legacy of War』が初めてであると指摘するメディアもある[7]